# Prison centrale de Bafoussam
La prison centrale de Bafoussam est la principale prison de la région de l'Ouest au Cameroun.
Avec plus de 2 550 prisonniers pour 850 places, en 2001, elle connaît d'importants problèmes de surpopulation.